# Zarcero (Costa Rica)
Zarcero es el distrito primero y ciudad cabecera del cantón de Zarcero, en la provincia de Alajuela, de Costa Rica.

## Historia
Zarcero recibió su título de ciudad el 24 de julio de 1918.

## Ubicación
Se encuentra en la Cordillera Central de Costa Rica, a 50 kilómetros al noroeste de la ciudad de Alajuela y 27 kilómetros al sureste de Ciudad Quesada del cantón de San Carlos.

## Geografía
Zarcero cuenta con un área de 11,83 km² y una altitud media de 1736 m s. n. m.

## Demografía
Para el año 2022, Zarcero cuenta con una población estimada de 4755 habitantes, y para el último censo efectuado, en 2011, Zarcero contaba con una población de 4004 habitantes.

## Localidades
- Barrios: Cantarranas, Santa Teresita.

## Economía
Zarcero es conocida por su clima fresco de montaña. En el distrito se desarrollan actividades agropecuarias, destacando la presencia de una lechería y una zona agrícola activa. Asimismo, es reconocida por la práctica de agricultura orgánica impulsada por empresas locales.
Además, en la región operan diversas empresas dedicadas a la producción de mermeladas, quesos y otros productos lácteos.

### Turismo
En el centro de la ciudad se cuentan con los siguientes lugares de interés:
- Iglesia de San Rafael: Iglesia de color rosa y azul de Zarcero, fue construida en 1895. El interior cuenta con pinturas muy agradables de las estaciones de la Cruz. Los materiales utilizados para la construcción de esta iglesia no son lo que aparentan, pues las columnas están pintadas para parecerse a mármol.
- Parque Evangelista Blanco Brenes: El parque se encuentra frente a la iglesia en el centro de la ciudad. Destaca por su jardín topiaria producido y mantenido por Evangelista Blanco Brenes desde la década de 1960. Posee arbustos en el parque qué han sido recortados en las formas de varios animales, incluyendo algunos que son muy abstractos y extraños.

## Transporte

### Carreteras
Al distrito lo atraviesan las siguientes rutas nacionales de carretera:
- Ruta nacional 141
- Ruta nacional 741

## Galería

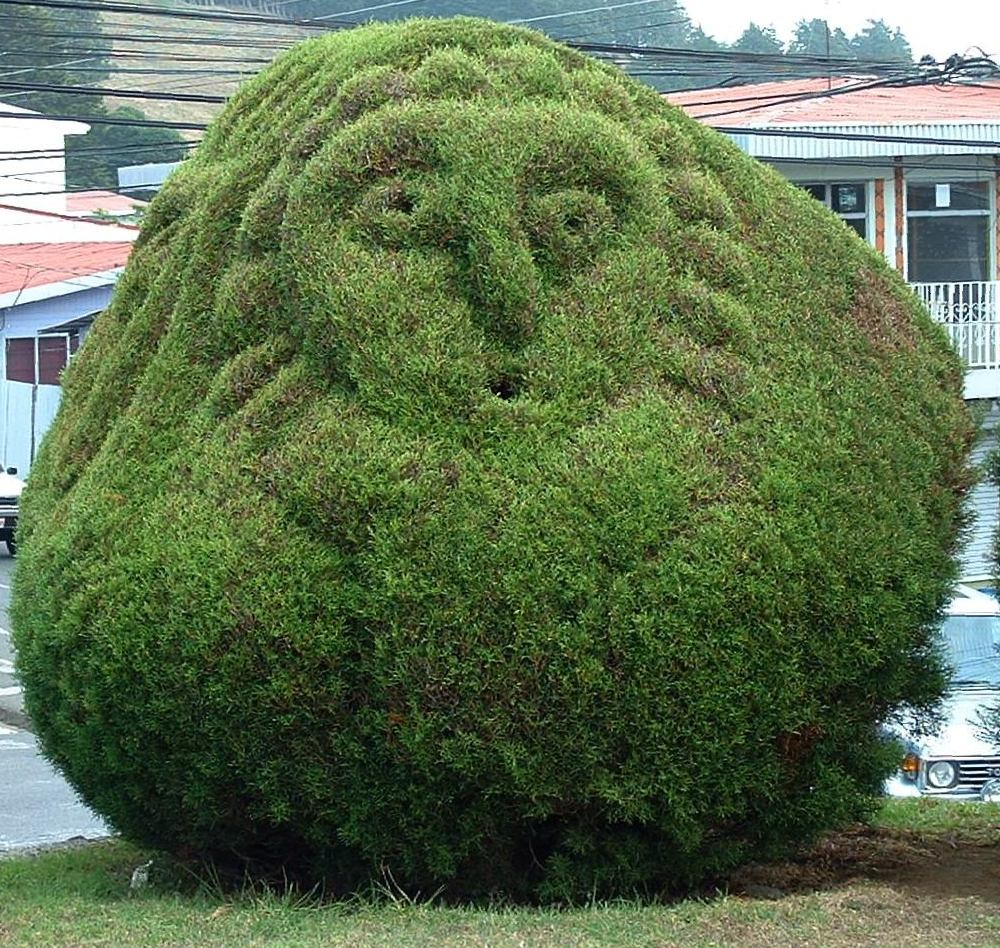
Figura antropomórfica en el parque topiario, creada por Evangelista Blanco Brenes.
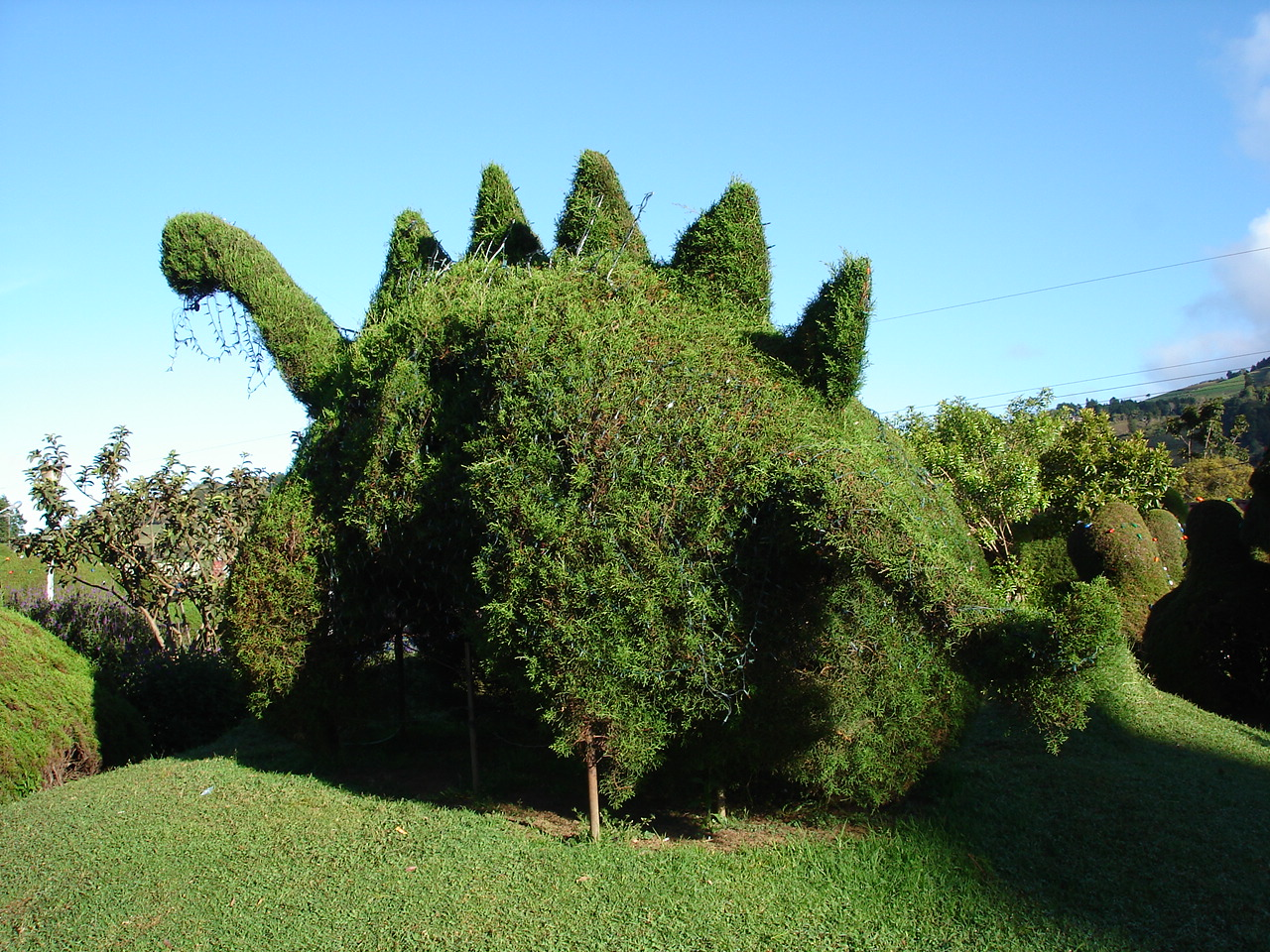
Dinosaurio en el parque.
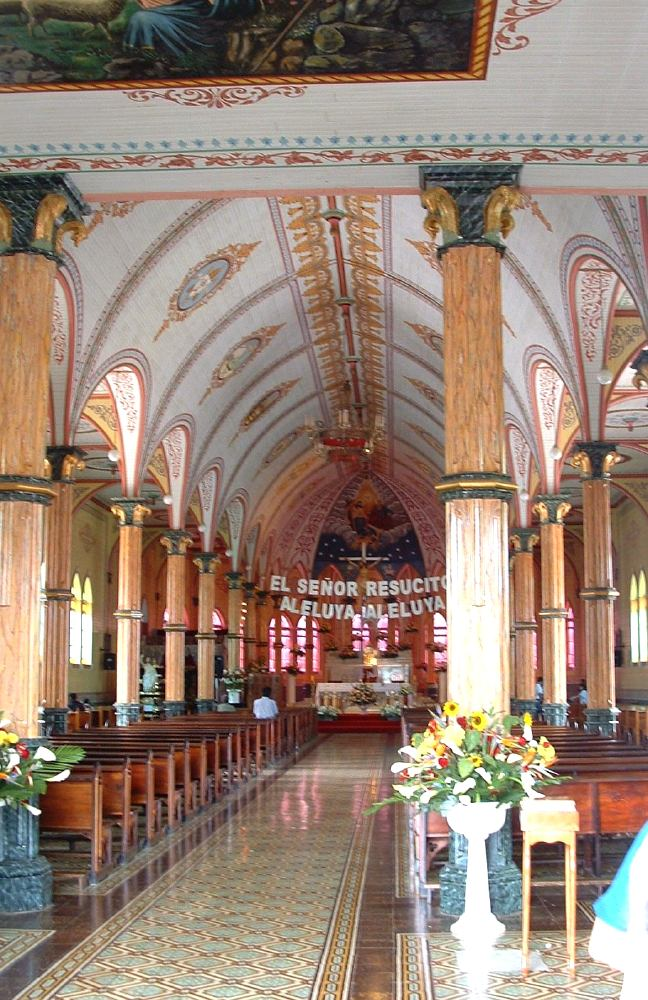
Iglesia de San Rafael.